# Ню-Веннеп
Ню-Веннеп (нід. Nieuw-Vennep) — місто в нідерландській провінції Північна Голландія. Входить до муніципалітету Гарлеммермер.
Його площа становить 34,20 км², а населення станом на 2021 рік складало 31 415 осіб. Місто Ньов-Веннеп згадується на початку пісні Еша «Джек називає планети».